# Celestino Bianchi
Celestino Bianchi (Marradi, 10 luglio 1817 – Firenze, 29 giugno 1885) è stato un politico e giornalista italiano.

## Biografia
Figlio di Giuseppe Bianchi, scrivano, e di Susanna Ciliegioli, filatrice, dopo aver frequentato la scuola locale andò a studiare a Firenze dagli Scolopi, divenne insegnante e ottenne nel 1843 la cattedra di storia e geografia all'Istituto della SS. Annunziata a Firenze. Coadiuvò Eugenio Alberi nella pubblicazione delle opere di Galilei, che era stata commissionata all'Alberi dal granduca di Toscana Leopoldo II. Collaborò con il periodico La Patria di Lambruschini, Salvagnoli e Ricasoli. Nel 1848 fondò il filopiemontese Il Nazionale e vi promosse l'idea dell'indipendenza e dell'unità italiana con l'aiuto e il patrocinio del Piemonte e di casa Savoia. Alla restaurazione del Granduca, nel 1850 il periodico fu soppresso e il Bianchi perdette la cattedra e gli fu vietato l'insegnamento. Sotto lo pseudonimo di Pier Morone scrisse di argomenti letterari e critica drammatica. Con il fratello Beniamino rilevò e diresse una tipografia senza grandi successi. Si associò con Gaspero Barbèra che in seguito ne rilevò l'attività. Collaborò con i giornali letterari Il Genio e la Polimazia di famiglia. Nel 1855 Fondò Lo Spettatore che diresse sino al 1858, periodico letterario spiccatamente manzoniano a cui collaborano Niccolò Tommaseo, Ruggero Bonghi, Atto Vannucci, tra gli altri, ed edito dal Barbèra. Insieme al Ricasoli ed altri, Ridolfi, Peruzzi, Corsi e Cempini, partecipò alla Società, costituita nel dicembre 1857, per la pubblicazione della Biblioteca Civile degli Italiani dove testi culturali ma piuttosto politici cercavano di aggirare la censura granducale. Il Bianchi vi pubblica il pamphlet Toscana ed Austria nel 1859. Dopo la fuga nel 1859 del granduca, il 28 aprile 1859 il Bianchi fu nominato segretario generale del governo provvisorio e iniziò la sua collaborazione con il Ricasoli. Fu deputato all'Assemblea dei Rappresentanti della Toscana e dopo l'unione con il Piemonte fu deputato alla Camera del Regno di Sardegna nel 1860. Fu poi eletto alla Camera dei deputati del Regno d'Italia dal 1861 al 1880 per sei legislature.
Scrisse per la Gazzetta di Torino. Nel 1872 succedette a Giuseppe Civinini alla direzione del quotidiano La Nazione di Firenze. Fu segretario nel Consiglio di Amministrazione delle Strade Ferrate Meridionali. Il Bianchi morì a Firenze il 29 giugno 1885 lasciando incompiuta la pubblicazione delle lettere di Bettino Ricasoli.

## Il pamphletToscana e Austria

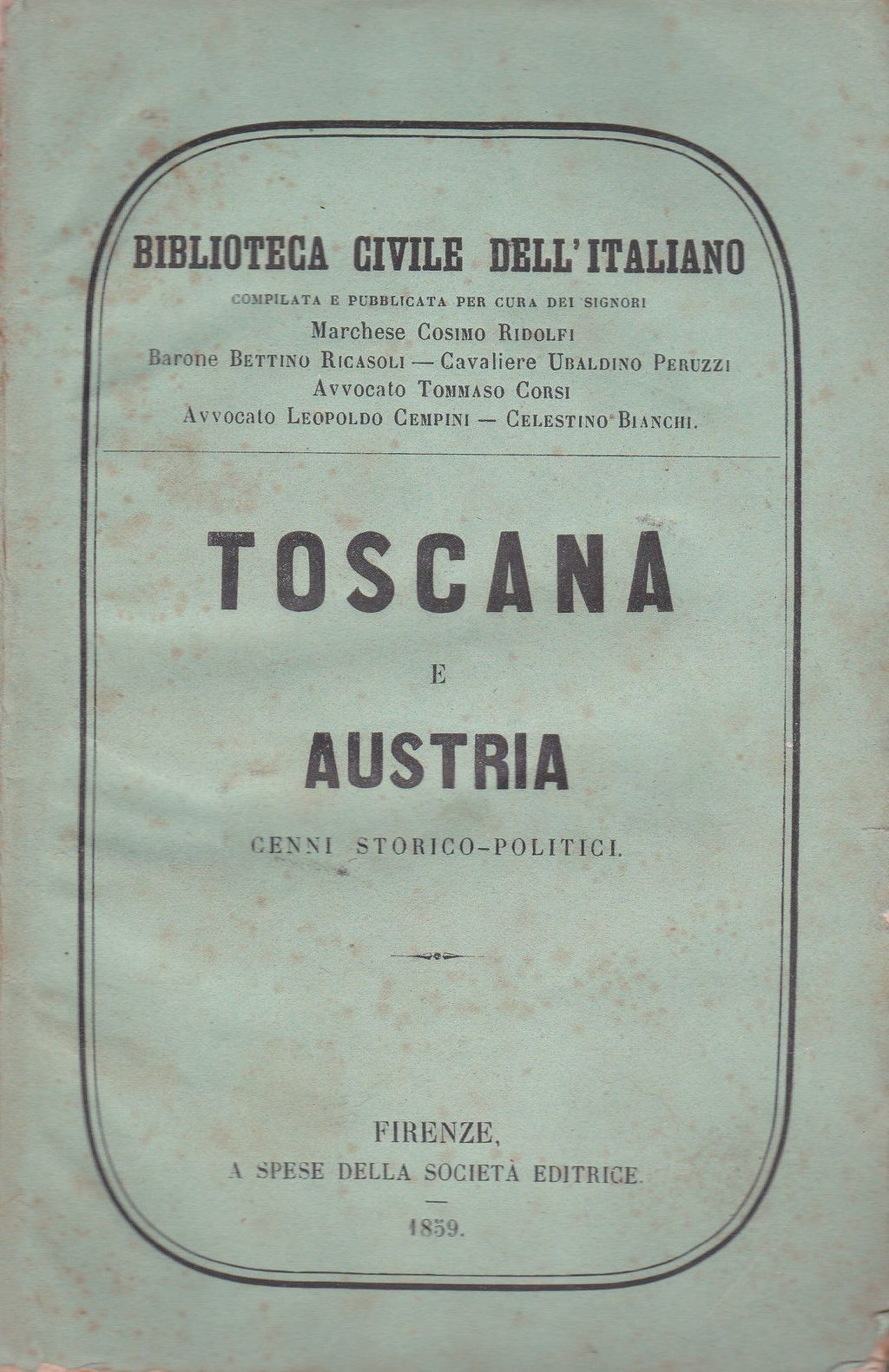
Copertina di Toscana e Austria 1859

Nell'aprile 1859 il Ridolfi, il Ricasoli, il Peruzzi, il Corsi, il Cempini e il Bianchi, gli editori della Biblioteca Civile, e rappresentanti del partito costituzionale decisero di far stampare dalla tipografia Barbèra, Bianchi e C, in quella collana, un libro intitolato Toscana e Austria, scritto da Celestino Bianchi ma ispirato dagli uomini suddetti. Il libro aveva scopo... ….di propugnare l'indipendenza dello Stato, e di mostrare i danni, che a questa indipendenza erano provenuti per la preponderanza dell'Austria in Italia e per l'occupazione austriaca in Toscana nel 1849 e negli anni successivi.. Era un'esposizione dei fatti che servono a dimostrare come la politica austriaca abbia sempre con una infausta influenza pesato sul governo della Toscana e come la Toscana dovesse perciò unire le proprie armi a quelle del Piemonte..., affine di sottrarsi a questo insopportabile giogo. Ma il libro tendeva a rendere conciliabile la preservazione di quella dinastia con l'acquisto di una moderata libertà e di una mezza indipendenza., e presentava i Lorena più come vittime che come complici della politica di Vienna; e senza alcun dubbio veniva considerato di averli come alleati nella nuova guerra italiana;. Si sosteneva la necessità di una effettiva indipendenza della Toscana dall'Austria e di una alleanza con il Piemonte.
Il libro fu stampato dal Barbèra con tutte le precauzioni possibili per evitarne il sequestro prima che venisse diffuso in Firenze. Ma l'autore dell'opuscolo ne parlava quasi pubblicamente nelle botteghe de' librai e l'impazienza degli editori era grande. Il 17 marzo i rumori arrivarono alla Corte granducale e il Principe e soprattutto la Granduchessa s'impaurirono della notizia della pubblicazione del libro e dalla notorietà dei suoi propugnatori. Su ordine delle Loro Altezze il Ministro dell'interno, Leonida Landucci, predispose la perquisizione pur avendo fatto rispettosamente osservare che la legge su la stampa considerava delitto sol quando l'opuscolo fosse stato pubblicato ma la Granduchessa ribatté: «coûte que coûte; l'opuscolo dev'essere sequestrato, e subito, immediatamente.».
La sera del mercoledì 17 marzo dei gendarmi con due ufficiali si presentarono alla tipografia Barbèra, Bianchi e C. chiedendo un manoscritto di Celestino Bianchi, contenente un'opera sulla Toscana. Il proprietario della tipografia, Gaspero Barbèra chiese se avessero avuto un mandato, ma questi non l'avevano. Un capitano del R. Corpo della Gendarmeria, sopraggiunto poco dopo, volle procedere con la perquisizione giacché di mandato in scritto Egli non aveva bisogno.
Il Barbèra cedette alla forza e aprì la tipografia tenendo un comportamento passivo....ignoravo chi fossero gli editori, e dichiaravo che non sapevo leggere, per far loro intendere che speravano inutilmente una qualunque minima assistenza,.... La perquisizione durò sino alle due di notte, il manoscritto non fu trovato, ma la sua composizione tipografica e il primo foglio di stampa tirato in 2200 esemplari. I gendarmi guastarono le forme e si portarono via in tre grossi fagotti il foglio stampato. Non sigillarono la macchina di stampa e non portarono via i caratteri perché il Barbèra dichiarò di essere suddito sardo e avrebbe chiesto la protezione del suo ministro.
La perquisizione arbitraria ebbe notevole risonanza a Firenze, all'estero e soprattutto sui giornali piemontesi perché il Barbèra era un suddito del Regno di Sardegna.
In seguito il governo granducale non interferì con le attività della tipografia di Barbèra e questi poté ricomporre il libro. Il libro fu pubblicato il 22 marzo. Il 23 marzo fu promulgato un decreto granducale che vietava la stampa di pubblicazioni politiche di qualunque lunghezza. In precedenza erano vietate solo le pubblicazioni inferiori a 64 pagine che non fossero autorizzate.
Il libro fu un successo editoriale non tenni ricordo scritto delle copie che ne stampai, ma, a memoria, ricordo che furono dalle dieci alle dodicimila, e vendute in pochi giorni....le tirature ordinarie dei miei libri erano di 1650 copie....

## Opere
- E. Albèri e C. Bianchi, Le opere di Galileo Galilei, prima edizione completa, condotta sugli autentici manoscritti palatini, Firenze, 1842-56.
- C. Bianchi Toscana e Austria: cenni storico-politici 1859, a spese della Società Editrice, Firenze.
- C. Bianchi, Venezia e i suoi difensori, Milano, 1863.
- C. Bianchi, Federico Confalonieri e i Carbonari del 1821, Milano, 1863.
- C. Bianchi, Pietro Fortunato Calvi e la spedizione nel Cadore, racconto, Milano, 1863.
- C. Bianchi, Silvio Pellico, Pietro Maroncelli e gli uomini del Ventuno, notizie storiche, Milano, 1867.
- C. Bianchi, Storia della questione romana, 1870, Nuova Antologia.
- C. Bianchi, Ciro Menotti, Milano, 1873.
- C. Bianchi, Studio sulla Misericordia a Firenze, Firenze, 1885.